# Kasteel van Pesteils
Het Kasteel van Pesteils (Frans: Château de Pesteils) is een kasteel in de Franse gemeente Polminhac. Het kasteel is een beschermd historisch monument sinds 1994. De donjon van 40 m hoog dateert uit de 14de-15de eeuw, uit het begin van de Honderdjarige Oorlog. 